# Fosa anterior
La fosa anterior del cráneo es el sector rostral (anterior) de la base del cráneo. 
La fosa anterior alberga la cara orbitaria del lóbulo frontal del cerebro. Está formada por parte 
de los huesos frontal, etmoides y ala menor del esfenoides.

## Anatomía
El cráneo para su estudio puede dividirse, desde el punto de vista anatómico en dos regiones, la bóveda craneana o calota craneana y la base del cráneo. 
La base del cráneo se divide en áreas o compartimientos denominados:
- Fosa anterior.
- Fosa media
- Fosa posterior.

La fosa anterior alberga los lóbulos frontales y en su superficie basal corren los bulbos olfatorios. Está constituida a cada lado por estructuras pares y simétricas:las laminas horizontales del hueso frontal, que forman parte del techo de las órbitas y que en su parte posterior se continúan a través de una sincondrosis con la alas menores del esfenoides, delicadas estructuras laminares en forma de "coma" que en su extremo posterior e interno forman las clinoides anteriores de la silla turca. En la línea media la fosa anterior está formada de delante hacia atrás por estructuras únicas:la cresta galli, la lámina cribosa del etmoides y el yunque o yugum esfenoidal, cuya prominencia más distal, denominada tubérculo selar, marca el límite entre el piso anterior y medio.